# Collimateur multilame

Adaptation de la position des lames mobiles à la zone à irradier

Un collimateur multilame (ou MLC pour MultiLeaf Collimator) est un dispositif utilisé en radiothérapie externe pour collimater un faisceau de particules selon une géométrie variable. Constitué de matériaux dits à Z élevé (Z étant le numéro atomique d'un atome).
Utiliser cette technique permet de déterminer plus précisément la zone à irradier et ce, sans avoir à fabriquer un cache à chaque nouvelle irradiation (comme c'est le cas avec les caches en alliage cerrobend). À cela s'ajoute a possibilité de contrôler les lames de façon dynamique en associant le mouvement du bras envoyant le faisceau à la forme tridimensionnelle de la zone à traiter.

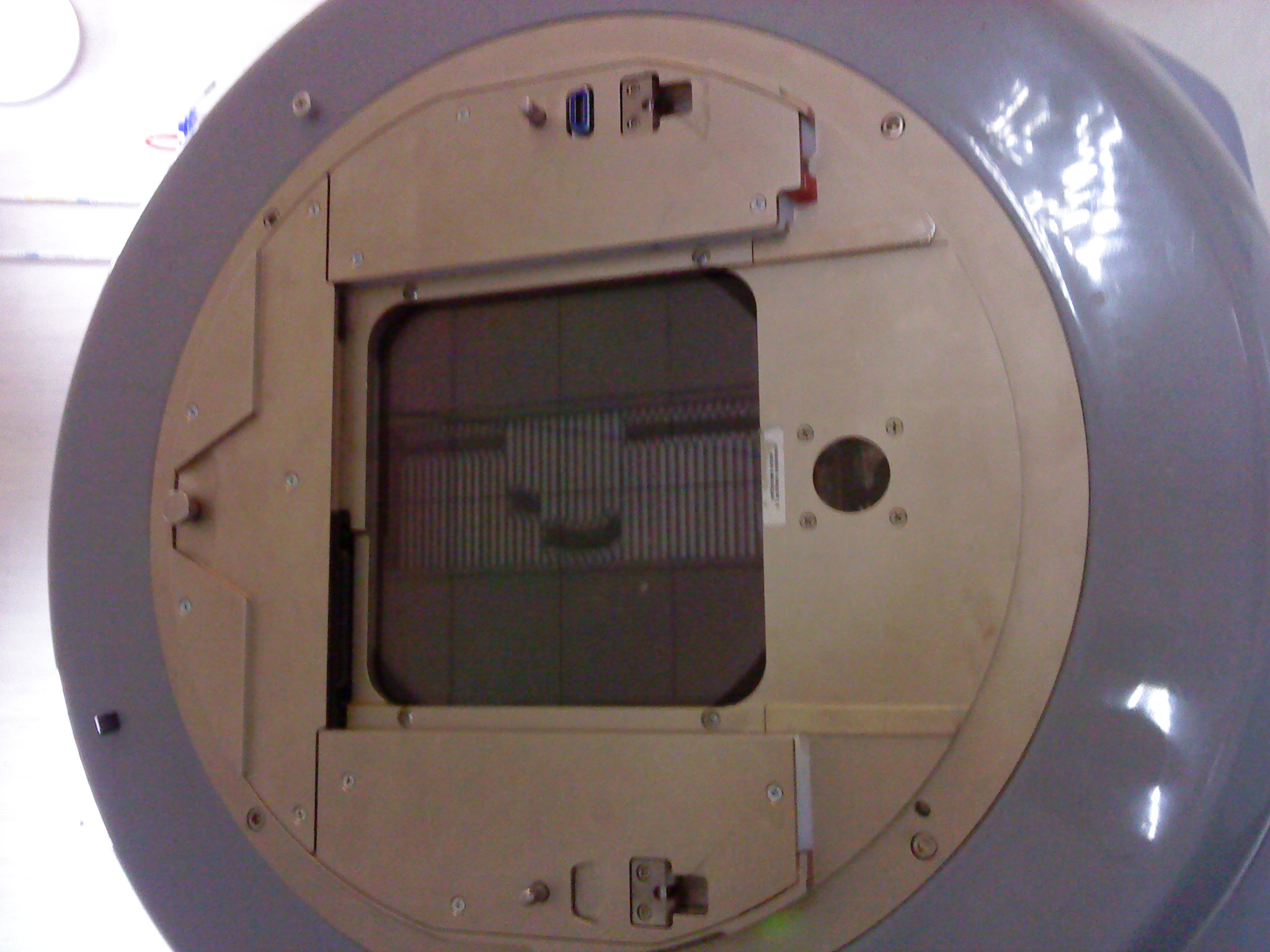
MLC dans la tête d'un accélérateur linéaire.

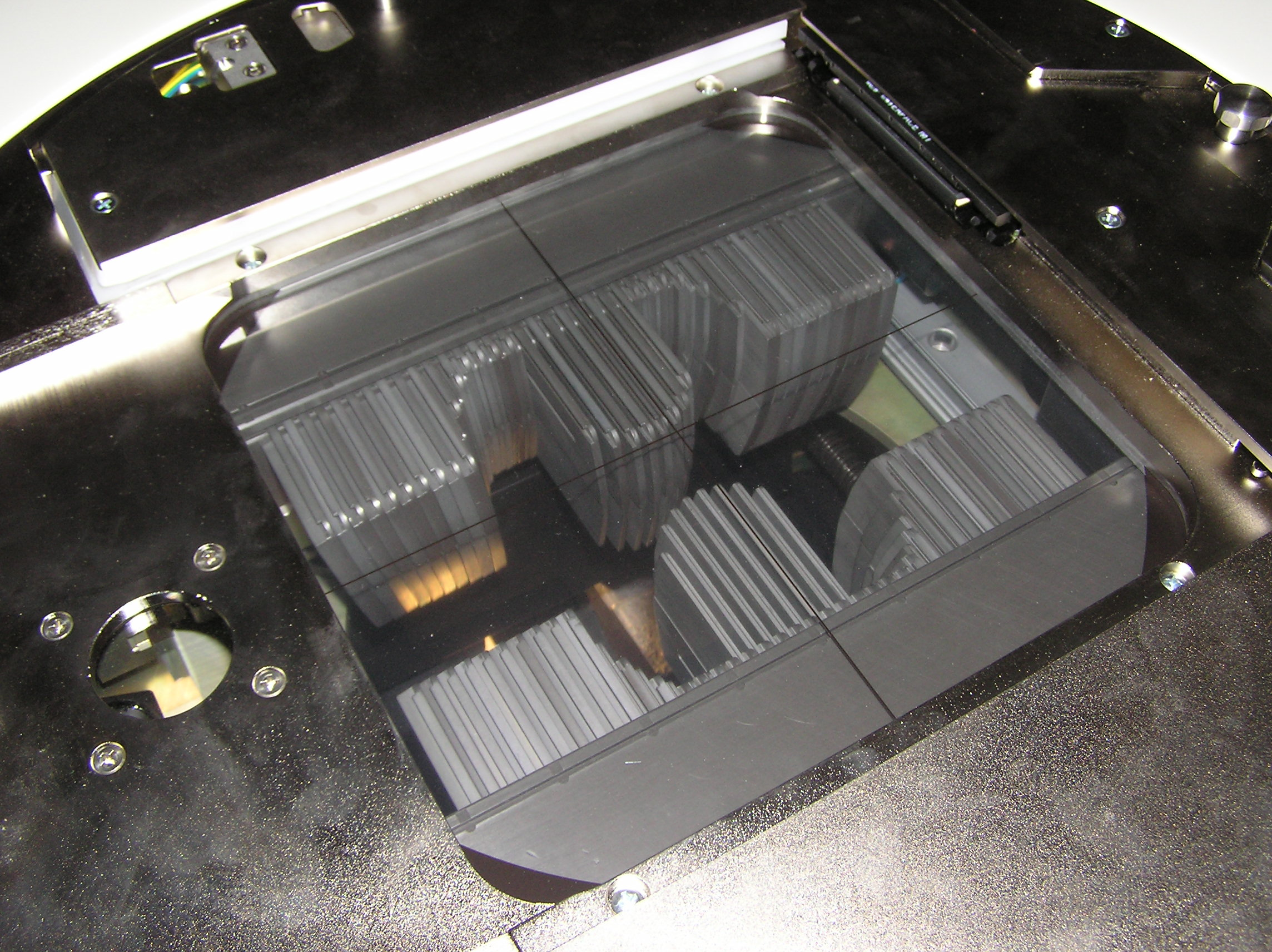
Un MLC